# Slag bij Berlare
De Slag om Schoonaarde of Slag bij Berlare was een gevecht om de Belgische Schoonaardebrug aan het begin van de Eerste Wereldoorlog.

## Verloop
Op 5 september 1914 viel Dendermonde, na hevig verzet van het Belgisch leger, een eerste keer in Duitse handen. Toen de stad op 29 september opnieuw door de Duitsers werd veroverd, bliezen de Belgische troepen, om de Duitse opmars te vertragen, er de Derdermondebrug op. De spoorwegbrug werd door artilleriebeschietingen opgeblazen. De wegbrug was net zoals de andere bruggen over de Schelde ondermijnd, maar het is niet geweten of deze brug via deze springladingen werd vernield of door artilleriebeschietingen.
Het eerste verlies van Dendermonde en het feit dat diezelfde dag, op 5 september, Duitse cavalerie gesignaleerd was in Heusden, deed de Burgerwacht, die belast was met de verdediging van de Scheldebruggen, besluiten om de overblijvende bruggen op te blazen. Het ging hier om de bruggen te Schoonaarde, Melle en Wetteren. In de praktijk wachtte men hiermee tot begin oktober. In Schoonaarde was het de Schaarbeekse Burgerwacht die deze taak kreeg toegewezen.
De Duitse troepen probeerden eerst nabij Appels Veer, ten westen van Dendermonde, de Schelde over te steken. Op 2 oktober werden Belgische cavalerietroepen, die zich nog in Wetteren bevonden, waar de brug nog niet was opgeblazen, richting Uitbergen en Schoonaarde gestuurd. De ondermijnde Schoonaardebrug was wel tot ontploffing gebracht, maar slechts gedeeltelijk beschadigd en niet vernield. De doorgebroken Duitsers hadden op dat moment reeds Hofstade, Erpe en Haalterd in handen.
Op 4 oktober zetten de Duitsers een massale aanval in op de Schoonaardebrug en kregen deze de facto die dag in handen al zou het nog tot de nacht van 6 op 7 oktober 1914 duren eer de Duitse 4e Ersatz Divisie de brug kon oversteken. De Belgische cavalerie-eenheden en de soldaten van de 13e Linie, die de brug verdedigden van op de kant van Berlare, verlieten op 5 oktober hun posities. Een teer- en naftafabriek in Schoonaarde werd bij deze gevechten door de Duitse artillerie in brand geschoten waardoor de omgeving in dikke, zwarte rook gehuld was.
Na dagenlange Duitse artilleriebeschietingen moesten de Belgische troepen op 8 oktober hun nederlaag erkennen. Er waren 68 Belgische soldaten in de slag gesneuveld en twee Duitse. In Berlare werden ook drie burgerslachtoffers geteld. Tegen 9 oktober kon de Duitse 4e Ersatz Divisie de Duitse 37e Landwehrbrigade, die eerder Aalst veroverd had, vervoegen.